# مسجد جامع و حسینیه خرانق
مسجد جامع و حسینیه خرانق مربوط به دوره قاجار است و در اردکان واقع شده و این اثر در تاریخ ۱۸ آبان ۱۳۷۸ با شمارهٔ ثبت ۲۴۴۰ به‌عنوان یکی از آثار ملی ایران به ثبت رسیده است.